# باشگاه فوتبال نانت
باشگاه فوتبال نانت (به فرانسوی: FC Nantes) یک باشگاه فوتبال در شهر نانت می‌باشد که در لیگ ۱ فرانسه بازی می‌کند. این باشگاه در سال ۱۹۴۳ تأسیس شده‌است و با کسب ۸ عنوان قهرمانی در لیگ ۱ فرانسه، سومین تیم پرافتخار فرانسه به‌شمار می‌رود. باشگاه فوتبال نانت با پیروزی برابر تیم نیس در مسابقات جام حذفی فرانسه در می ۲۰۲۲ توانست عنوان قهرمانی این مسابقات را از آن خود کند و به مسابقات لیگ اروپا ۲۰۲۲–۲۰۲۳ راه پیدا کند.
اولین مسابقه ای که نانت به عنوان یک تیم حرفه ای انجام داد، در ورزشگاه المپیک کلومب مقابل پاریس برگزار شد، جایی که نانت ۲–۰ پیروز شد. اولین بازی خانگی با یک شکست برابر تروا بود. این باشگاه در پایان این فصل اول پنجم شد و پس از آن، مربی باشگاه، ایمه نویک، باشگاه را به دلیل اختلاف ترک کرد و آنتوان راب جانشین او شد، که نقش بازیکن-مربی را بر عهده گرفت. نانت پس از پیروزی در ۱۶ بازی متوالی، با نتیجه ۹–۰ مغلوب سوشو شد.